# Їжак (топологія)
Їжак у загальній топології — приклад метризовного простору. Будується з центральної точки {\displaystyle O}, одиничного півінтервалу {\displaystyle \mathbb {P} =(0,1]} і довільної множини {\displaystyle S} заданої потужності {\displaystyle {\mathfrak {m}}}, яку називають колючістю їжака, як:
{\displaystyle J({\mathfrak {m}})=\{O\}\cup (\mathbb {P} \times S)},
із введенням метрики в такий спосіб:
1. {\displaystyle d(O,(x,s))=x}
2. {\displaystyle d((x,s_{1}),(y,s_{2}))={\begin{cases}|x-y|,&s_{1}=s_{2}\\x+y,&s_{1}\neq s_{2}\end{cases}}}.

Назва виникла через асоціацію з «голками», що стирчать з відрізка, «колючість» у цій асоціації зіставляється з кількістю голок.
Таким чином, {\displaystyle J(0)} — просто точка {\displaystyle O}, {\displaystyle J(1)=J(2)} — відрізок.

## Властивості
Їжак заданої колючості не залежить від вибору множини {\displaystyle S} із точністю до гомеоморфізму.
Їжак є повним простором, також не є цілком обмеженим простором, при {\displaystyle {\mathfrak {m}}\geqslant \omega }, не сильно паракомпактний при {\displaystyle {\mathfrak {m}}>\omega }.
Не є локально сепарабельним при {\displaystyle {\mathfrak {m}}>\omega }.
{\displaystyle J({\mathfrak {m}})} вкладається в {\displaystyle J({\mathfrak {n}})} при {\displaystyle {\mathfrak {m}}\leqslant {\mathfrak {n}}}.
{\displaystyle J({\mathfrak {m}})} вкладається в площину {\displaystyle \mathbb {R} ^{2}} тільки при {\displaystyle {\mathfrak {m}}<\omega } (вже у зліченному випадку характер центра їжака стає незліченним).
Якщо {\displaystyle {\mathfrak {m}}} — скінченна, то вага, щільність, характер, клітковість і число Ліндельофа їжака {\displaystyle J({\mathfrak {m}})} дорівнюють {\displaystyle \omega }. Інакше (при {\displaystyle {\mathfrak {m}}\geqslant \omega }) вага і характер дорівнюють {\displaystyle 2^{\mathfrak {m}}}, а щільність, клітковість і число Ліндельофа — {\displaystyle {\mathfrak {m}}}.

## Цікаві відомості
Квадрат триноги {\displaystyle J(3)} не вкладається у тривимірний евклідів простір {\displaystyle \mathbb {R} ^{3}}.
На площині ({\displaystyle \mathbb {R} ^{2}}) неможливо розташувати незліченну кількість тріодів {\displaystyle J(3)} так, щоб вони попарно не перетиналися.
Відкрите відображення їжака — знову їжак, не більшої колючості (тут треба акуратно розуміти збіги випадків{\displaystyle J(1)} і {\displaystyle J(2)}).